# Michael Römer

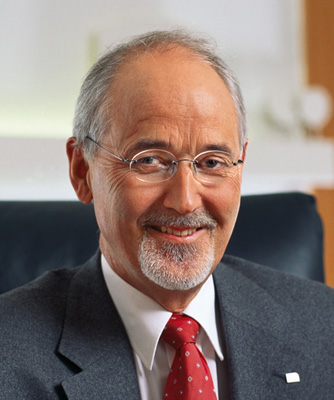
Michael Römer (2006)

Michael Römer (* 23. Dezember 1946 in Oberellenbach, Hessen) ist ein deutscher Chemiker und Manager.

## Lebenslauf
Michael Römer wuchs in Offenbach am Main auf. Bis zu seinem 16. Lebensjahr spielte er bei Kickers Offenbach Fußball. Eine schwere Knieverletzung beendete jedoch sein Hobby vorzeitig. Sein Vater war Ingenieur bei der Hoechst AG. Er hat eine Schwester und einen Bruder.
Römer studierte ab 1968 an der TH Darmstadt Chemie. Das Studium beendete er 1977 mit der Promotion. 1978 begann er bei Merck in Darmstadt als Laborleiter im Bereich ZLI (Zentrallaboratorium Industriechemikalien). 1983 bis 1988 arbeitete er dann im Bereich Zentrale Verfahrensentwicklung (ZVE) und ging anschließend zur US-amerikanischen Tochtergesellschaft EM Industries. Nach einer Marktstudie übernahm er dort die Produktgruppe Curing & Printing Chemicals. 1990 ging er wieder zurück in die Darmstädter Zentrale des Unternehmens und wurde dort Leiter der Sparte Industriechemikalien. In der Sparte war unter anderem das Geschäftsfeld Flüssigkristalle, eine damals noch recht umsatzschwache Produktgruppe. 1993 wurde Römer stellvertretendes Mitglied der Geschäftsleitung der damaligen E. Merck oHG (ab 1995 Merck KGaA). Ein Jahr später wurde er ordentliches Mitglied der Geschäftsleitung und 2000 stellvertretender Vorsitzender der Geschäftsleitung. Nach dem überraschenden Weggang von Bernhard Scheuble, dem Vorsitzenden der Geschäftsleitung der Merck KGaA, am 20. November 2005, wurde Römer dessen Nachfolger. Zugleich wurde Römer Mitglied des Vorstandes der E. Merck oHG. Nach seinem Ausscheiden aus der Geschäftsleitung der Merck KGaA am 27. April 2007 wurde Römer einen Tag später in den Vorstand der E. Merck OHG gewählt. Sein Nachfolger als Vorsitzender der Geschäftsleitung der Merck KGaA wurde Karl-Ludwig Kley.
Von 2000 bis 2009 war Römer außerdem Präsident der IHK Darmstadt.
Römer ist verheiratet und Vater von drei Kindern.

## Ehrungen
- Am 15. Mai 2008 erhielt Michael Römer das Bundesverdienstkreuz 1. Klasse.